# Sayo Yamamoto
Sayo Yamamoto (japanisch 山本 沙代 Yamamoto Sayo; * 13. April 1977) ist eine japanische Animationsregisseurin.
Nach ihrem Abschluss an der College of Art and Design in Tokyo, begann sie beim Studio Madhouse. Ihren Einstand hatte sie dort 2000 sie als Produktionsassistentin in der Verfilmung von Osamu Tezukas Manga Hidamari no Ki. Im Folgejahr war sie in Folge 22 der Anime-Serie X für das Storyboard verantwortlich und führte im nächsten Jahr Episodenregie (enshutsu) bei den Folgen 11, 19 und 33 der Serie Dragon Drive.
2008 hatte sie erstmals für Manglobes Werk Michiko & Hatchin die Serienregie (kantoku) inne, das von einer aus dem Gefängnis ausgebrochenen Frau, Michiko, und einem Mädchen, Hatchin, handelt das von seiner Adoptivfamilie misshandelt wird, von Michiko gerettet wird, wobei beide nun auf der Flucht sind. 2012 folgte Lupin III.: The Woman Called Fujiko Mine in dem erstmals im „Lupin the 3rd“-Franchise nicht der titelgebende Held im Vordergrund steht, sondern dessen Gegenspielerin Fujiko Mine. Ihr jüngstes Werk Yūri!!! On Ice, das sie zusammen mit Mitsurō Kubo entwickelte, handelt von dem jungen Eiskunstläufer Yuri.
Für Fujiko Mine erhielt sie 2012 den Nachwuchspreis des Japan Media Arts Festival und Yūri!!! On Ice wurde als beste Serie bei den Tokyo Anime Awards ausgezeichnet.